# Tom Bush
William Thomas „Tom“ Bush (* 22. Februar 1914 in Hodnet; † 20. Dezember 1969 in Liverpool) war ein englischer Fußballspieler.

## Karriere
Bush war Mittelstürmer bei den Shrewsbury Amateurs und erzielte für den Klub 50 Saisontore, ehe er im März 1933 vom Erstligisten FC Liverpool verpflichtet wurde. Im Gegensatz zu vielen seiner Mannschaftskameraden stammte er nicht aus der Arbeiterschicht, sein gleichnamiger Großvater leitete das Bee Hotel in Liverpool, in dem zahlreiche Fußballmannschaften nächtigten und auch Sitzungen der Football League abgehalten wurden. Ende der 1930er erbte er £40.000 von seinem Großvater. Bush debütierte am 30. Dezember 1933 bei einem 1:1-Unentschieden gegen die Wolverhampton Wanderers auf der Mittelstürmerposition, als ihn sein Gegenspieler Reg Hollingworth „überschattete“. Eine 2:9-Niederlage am Neujahrstag 1934 bei Newcastle United blieb für über zwei Jahre sein letzter Auftritt.
Im Oktober 1936 kehrte er in die erste Mannschaft zurück, lief mittlerweile aber in der Läuferreihe auf und besetzte dabei sowohl die Position des Mittelläufers als auch des linken Läufers. Zu Beginn der Saison 1938/39 wurde er auch mehrfach als linker Verteidiger aufgeboten, einen dauerhaften Stammplatz konnte er aber trotz jeweils mehr als 20 Saisoneinsätzen in den Spielzeiten 1937/38 und 1938/39 nicht erobern. Der Ausbruch des Zweiten Weltkriegs und die damit verbundene Einstellung des regulären Spielbetriebs im September 1939 unterbrach Bushs Profikarriere nach 58 Ligaeinsätzen (1 Tor) für mehrere Jahre. In den kriegsbedingten Ersatzwettbewerben bestritt er neben 34 Partien (1 Tor) für Liverpool als Gastspieler auch Spiele für Brighton & Hove Albion (1940/41–1941/42, 3 Spiele/0 Tore), Leeds United (1942/43, 2/0) und Fulham (1942/43, 12/0). Während des Kriegs diente er in den britischen Streitkräften, 1940 stieg er in den Rang eines Sergeants auf.
Im Mai 1946 musste er eine USA-Reise mit Liverpool abbrechen, da seine neun Monate alte Tochter schwer erkrankte, wenige Tage nach seiner Rückkehr verstarb sie. Bush spielte letztmals in der Saison 1946/47 im Profifußball, die Spielzeit schloss der FC Liverpool als Meister ab. Bush bestritt im Saisonverlauf drei Einsätze, was allerdings nicht für den Erhalt einer Meisterschaftsmedaille ausreichte. 
In der Folge soll er in den Niederlanden als Übungsleiter tätig gewesen sein, ehe er beim FC Liverpool die Betreuung der Jugendmannschaft und administrative Aufgaben übernahm und dabei im späteren Verlauf seiner 37-jährigen Liverpool-Zugehörigkeit insbesondere mit Chefscout Geoff Twentyman eng zusammenarbeitete. Als seinen stolzesten Moment bezeichnete er Liverpools erstmaligen Gewinn des FA Cups im Jahr 1965, als mit Roger Hunt, Ian Callaghan, Gerry Byrne, Tommy Lawrence und Tommy Smith fünf Spieler in der Mannschaft standen, die von Bush in Liverpools Jugendteam trainiert worden waren. In Bushs Besitz fanden sich der Schreibtisch, der zuvor von Bill Shankly genutzt worden war und bei einer Auktion £4200 erlöste. Zudem ist er Urheber eines zweieinhalbminütigen Farbfilms, der am 4. Mai 1965 in Anfield aufgenommen wurde, und neben Spielszenen vom Halbfinalhinspiel des Europapokals der Landesmeister 1964/65 gegen Inter Mailand auch die Parade der FA-Cup-Trophäe unmittelbar vor der Partie zeigt. Sein Sohn veröffentlichte das Filmmaterial im August 2017.